# Тратта
Тра́тта (от итал. tratta) или переводно́й ве́ксель — вексель, который содержит ничем не обусловленное предложение (приказ) векселедателя оговоренному в векселе плательщику (трассату) уплатить определённую денежную сумму векселедержателю. В большинстве случаев плательщик по векселю является должником перед векселедателем, а векселедатель является должником перед векселедержателем, и вексель выступает формой перевода оговоренного размера долга обязанного по векселю плательщика на нового кредитора — векселедержателя. Выдача векселя и последующее согласие плательщика его оплатить (акцепт) означает погашение на вексельную сумму задолженности плательщика перед векселедателем и векселедателя перед векселедержателем, но появления у плательщика обязательства оплатить по векселю в пользу текущего векселедержателя. Кроме того, обязательство по векселю не содержит никаких условий, которые могли быть связаны с договорами, на основе которых возник долг. В этом принципиальное отличие замены кредитора через вексель по сравнению с процедурой цессии.
Первого векселедержателя, в пользу которого выписан переводной вексель, называют ремитент. В качестве ремитента может быть указан и сам векселедатель. Указание ремитента — обязательный реквизит векселя по Женевскому единообразному вексельному закону.

## Различие между траттой и банкнотой
Ряд экономистов-теоретиков рассматривают банкноту как доведенный до абсолюта вексель на предъявителя со сроком «по предъявлении». Однако между банкнотами и векселями существуют следующие коренные различия:
- срочность — в векселе всегда оговаривается время платежа (хотя в качестве срока можно указать «по предъявлении»), на банкнотах сроки обращения не указывают.
- обращаемость — вексель не обязателен к приёму (его обращаемость ограничена лицами, готовыми его принять), банкнота обязательна к приёму для любых платежей на оговоренной территории.
- гарантированность — вексель является долговым обязательством и гарантируется имуществом должника, банкнота имеет формальные государственные гарантии хотя по сути не является долговым обязательством.